# ロスチスラフ・イヴァノヴィチ
ロスチスラフ・イヴァノヴィチ（ロシア語: Ростислав Иванович、? - 1189年）はイヴァン・ロスチスラヴィチの子である。リューリク朝出身者であるが、所領を持たない公（イズゴイ）であった。
ロスチスラフは、所領を失った父と共に亡命生活を送った後、スモレンスク公ダヴィドの庇護下に入っていた。1187年にガーリチ公ヤロスラフが死亡した後のガーリチ公国では、公国の相続権をめぐる争いが勃発した。1189年、ガーリチの貴族らの一派が、ロスチスラフを公位に招聘し、ダヴィドもまたこれを許可した。これは、権力基盤を持たないロスチスラフは、ガーリチの貴族らにとって御し易い人物だったためとする説がある。なお、ロスチスラフの父イヴァンはかつてガーリチ公位にあり、その地位を追われた人物である。
当時、ガーリチには、ヤロスラフ死後の権力闘争に介入してきたハンガリー王ベーラ3世の子、アンドラーシュ（後のハンガリー王アンドラーシュ2世）が駐屯していた。ロスチスラフの接近を知ったアンドラーシュは、ガーリチの貴族らに自身への忠誠の誓いを求め、貴族らの中にはこれに従うものが現れた。ガーリチ近郊で、ロスチスラフを迎えた貴族らはわずかであり、異変を察したロスチスラフの従士（ドルジーナ）は撤退を勧めた。しかし、ロスチスラフは自身がガーリチ貴族らを疑い不義をなすことを望まず、父の地で戦いに没することを望み、ハンガリー人ならびにハンガリーに従属したガーリチ貴族らの軍に突撃した。ロスチスラフは捕縛され、戦傷に毒を塗られて死亡した。
子に関する記述は残されていない。